# Jumping (sport)
Jumping (ang. balloon jumping) – rodzaj dyscypliny sportowej polegającego na wykonywaniu 100—200-metrowych skoków przez skoczka uwieszonego na pasach pod małym balonem, o odpowiedniej sile nośnej. Dyscyplina ta spopularyzowana została w okresie dwudziestolecia międzywojennego.